# Ilchulland
 (juillet 2023).
Si vous disposez d'ouvrages ou d'articles de référence ou si vous connaissez des sites web de qualité traitant du thème abordé ici, merci de compléter l'article en donnant les références utiles à sa vérifiabilité et en les liant à la section « Notes et références ».
Ilchulland est un parc touristique situé sur l'ile de Jejudo, près de la ville de Seogwipo en Corée du Sud. Ouvert en 1972, il comprend plusieurs parties à orientation botanique (zone à plantes subtropicales, jardin de fleurs, maison des cactus, ferme des mandarines de Jejudo, etc.) ainsi qu'une caverne formée par une coulée basaltique (la grotte Micheon) que l'on peut parcourir sur 300 m. Cette dernière fait partie des tunnels de lave créés par le volcan Hallasan et qui ont été classés au patrimoine mondial.